# Constantin Vasiliu-Rășcanu
Constantin Vasiliu-Rășcanu (n. 5 septembrie 1887, Bârlad, Tutova, România – d. 19 martie 1980, București, România) a fost un general român de infanterie, care a îndeplinit funcția de ministru de război în primul guvern condus de Petru Groza (7 martie 1945 – 29 noiembrie 1946). A avut vederi politice comuniste.

## Biografie

### Tinerețea și începutul carierei militare
Constantin Vasiliu-Rășcanu s-a născut la data de 5 septembrie 1887 la Bârlad. A urmat Școala Militară de Infanterie și Cavalerie din București (1 septembrie 1906 - 1 iulie 1908), în aceeași promoție cu viitorul general Gheorghe Avramescu, fiind avansat după absolvire la gradul de sublocotenent (1 iulie 1908) și apoi ca locotenent la 3 septembrie 1912.

### Primul Război Mondial
Locotenentul Vasiliu-Rășcanu a participat la luptele din Primul Război Mondial și a comandat subunități de infanterie, fiind avansat succesiv la gradele de căpitan (1 noiembrie 1916) și maior (1 septembrie 1917).

### Perioada interbelică
A urmat apoi cursurile Școlii Superioare de Război, pe care le-a absolvit în 1922, și a fost înaintat apoi la gradele de locotenent-colonel (31 martie 1924) și colonel (15 aprilie 1933). A fost înaintat la 25 octombrie 1939 la gradul de general de brigadă și numit comandant al Brigăzii 45 Infanterie.

### Al Doilea Război Mondial

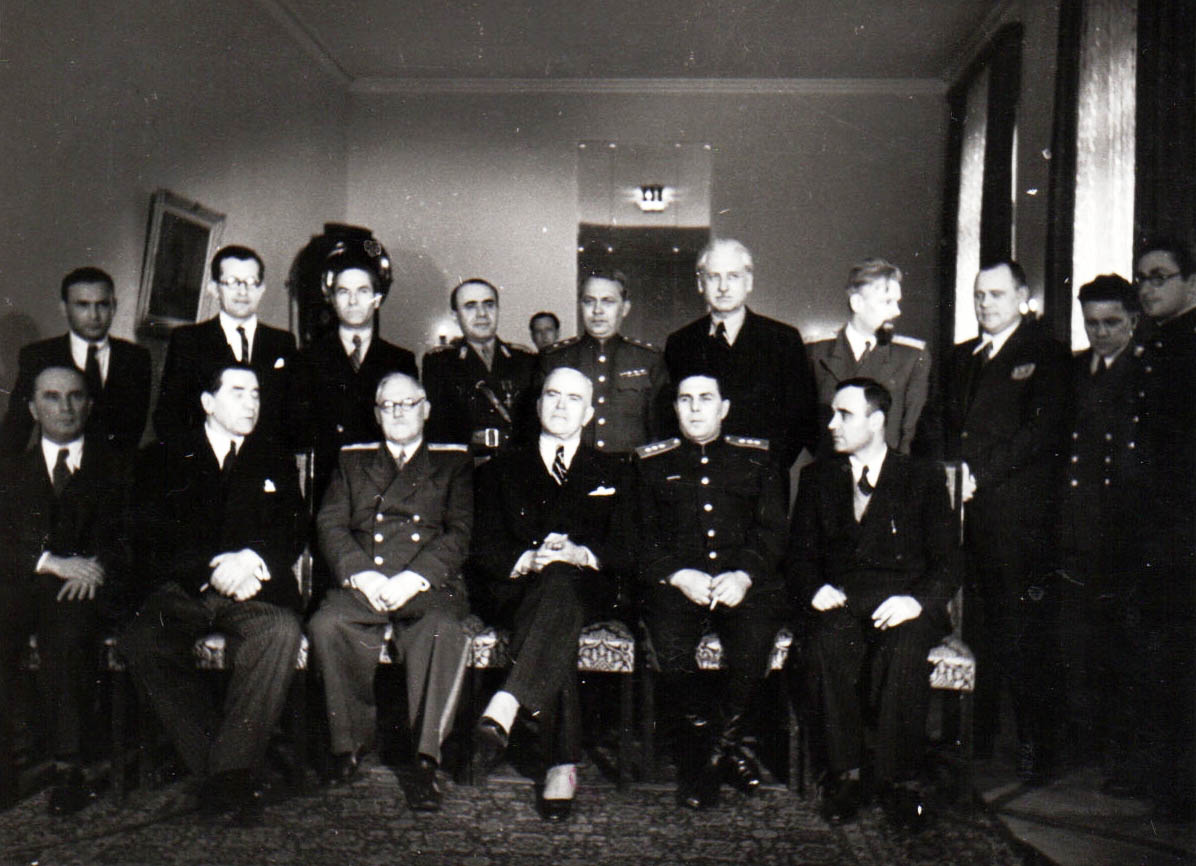
Membrii guvernului României în vizită la Legaţia Sovietică cu prilejul reuniunii Nordului Transilvaniei cu România democratică (11 martie 1945). Gen. Vasiliu-Rășcanu se află în picioare, între Andrei Vîșinski și Petru Groza.

Intrarea României în cel de-al Doilea Război Mondial (22 iunie 1941) l-a găsit ca director al Departamentului Recrutare. A îndeplinit apoi funcțiile de director al Departamentului Infanterie (1941-1942), comandant al Brigăzii 1 Mixte Munte (1942), comandant al Diviziei 1 Mixtă Munte (1942-1943). În perioada 1943-1944 s-a aflat în rezervă, după ce a criticat politica militară a mareșalului Ion Antonescu.
La 16 februarie 1944, având gradul de general de divizie, a primit comanda Corpului 5 teritorial ce avea ca misiune apărarea regiunii petrolifere de pe Valea Prahovei. A participat la câteva întruniri cu civili și militari apropiați Casei Regale, care plănuiau răsturnarea regimului antonescian, ieșirea României din războiul antisovietic și întoarcerea armelor împotriva Germaniei Naziste.
După Lovitura de stat de la 23 august 1944 a condus operațiunile militare ale Corpului 5 teritorial, reușind până la 3 august 1944 să anihileze trupele germane care se aflau în zona orașului Ploiești și pe Valea Prahovei. Potrivit unui document de arhivă, „pe timpul luptelor din zona Văii Prahovei Corpul înscrie cea mai frumoasă pagină din istoricul său, de a lichida în așa scurt timp trupele germane în număr dublu și bine instruite; grație măsurilor luate și energiei cu care și-a condus trupele, instalațiile din zona petroliferă au fost salvate...”. În luptele purtate de Corpul 5 teritorial în zona Ploiești și pe Valea Prahovei au murit 1.500 de militari germani, au fost răniți 2.300 de militari germani, au fost luați prizonieri 9.076 de militari germani, printre care 147 ofițeri și 1.131 subofițeri, au fost capturate 1.300 de autocamioane, 260 de tunuri de diferite calibre.
A fost decorat la 22 noiembrie 1944 cu Ordinul Militar „Mihai Viteazul” cu spade, clasa III-a: 
„Pentru modul cum s'a distins în acțiunile grele, dar încununate de succes din zilele de 24-31 August 1944, întreprinse în regiunea Ploiești, pentru eliberarea teritoriului. Continuu în teren, în mijlocul trupelor îmbărbătându-le a dovedit pe lângă capacitate, un curaj personal și o fermitate de caracter demn de toată lauda”.
Decretul regal nr. 2.254 din 22 noiembrie 1944

### Ministru de război

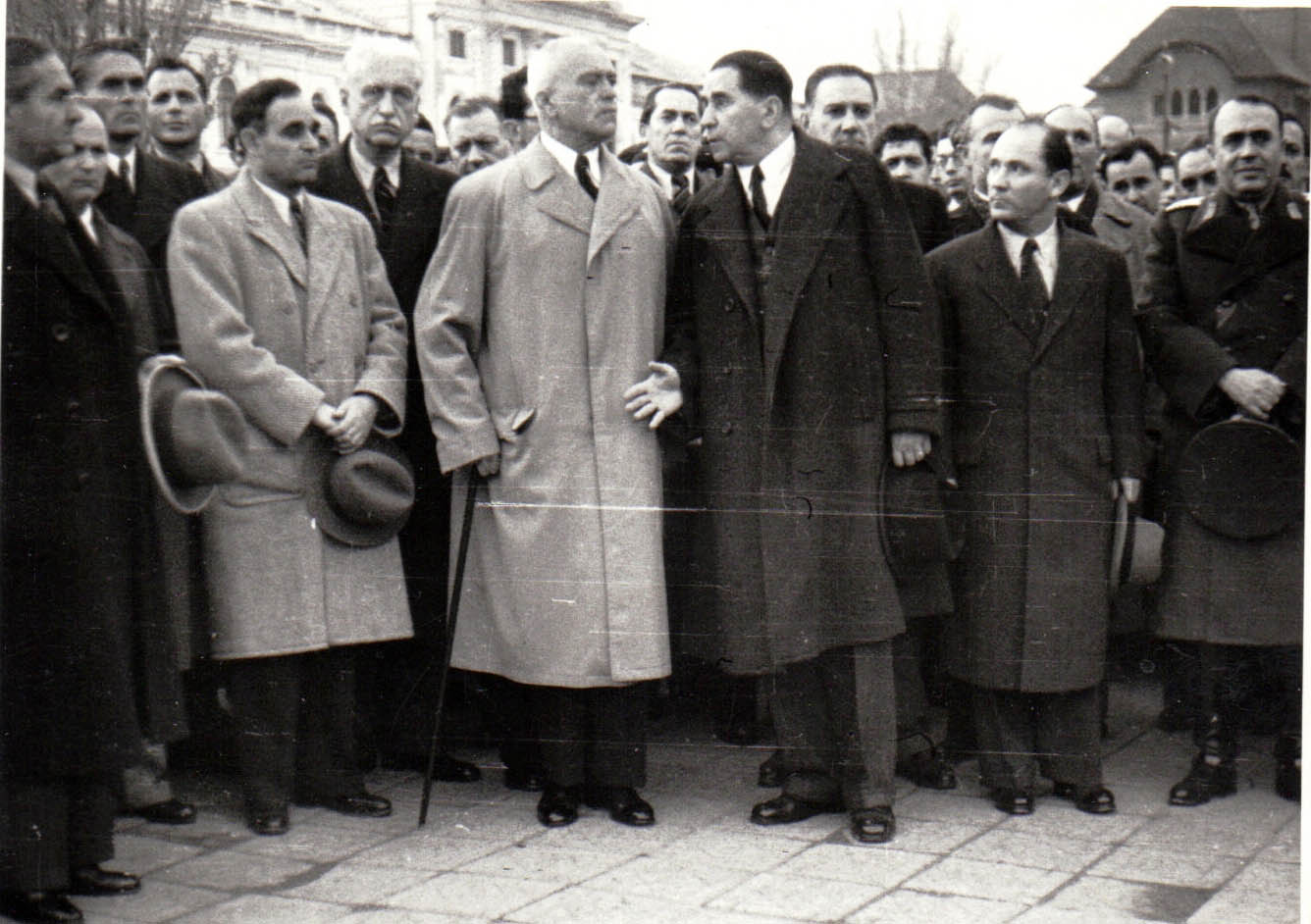
Gheorghe Gheorghiu Dej, Petru Groza și alți membri ai guvernului la o demonstrație în memoria victimelor ciocnirilor între comuniști și reprezentanții partidelor istorice (12 noiembrie 1945). Gen. Vasiliu-Rășcanu este ultimul din dreapta.

Ulterior, generalul Vasiliu-Rășcanu a îndeplinit funcții de rang înalt în cadrul Armatei Române. A fost numit la 7 martie 1945 în funcția de ministru de război în primul guvern condus de Petru Groza, deținând această funcție până la 29 noiembrie 1946.
La 6 iulie 1945, considerând că „a face politica justă a regimului democratic în care trăim este una din datoriile de frunte ale fiecărui ostaș”, Direcția Superioară pentru Educație, Cultură și Propagandă cerea Ministerului de Război abrogarea articolelor de lege care interziceau militarilor să facă politică. Cererea a fost respinsă, ceea ce nu l-a împiedicat pe ministrul Vasiliu-Rășcanu să nu faciliteze propaganda comunistă în armată. În condițiile schimbărilor politice, autoritățile comuniste apreciau că armata nu mai făcea „politica de partid sau personală, ci politica intereselor vitale ale țării, alături de popor”. „Armata trebuie să facă politică”, declara însuși Constantin Vasiliu-Rășcanu.
După instalarea la putere, din ordinul Moscovei, a guvernului prosovietic condus de Petru Groza, generalul Constantin Vasiliu-Rășcanu a dispus reorganizarea Armatei Române, preluând sistemul de organizare al Armatei Roșii. Noul ministru de război a semnat la 28 mai 1945 ordinul nr. 49151 prin care se ordona tuturor comandanților militari să participe la identificarea militarilor care au comis crime de război și să îi pună la dispoziția Tribunalului Poporului. În toamna anului 1945 a fost unul din cei 15 militari care au cerut să fie primiți în rândurile Partidului Comunist Român, cererea lor de adeziune fiind acceptată de către Biroul Politic al Comitetului Central al PCR. În acel context, Emil Bodnăraș considera că ministrul de război Constantin Vasiliu-Rășcanu era „foarte atașat de noi” și cu „multă considerație și respect față de partid”. A contribuit la fraudarea alegerilor din noiembrie 1946, avertizând ofițeri din colegiul Dolj, unde el însuși a candidat, că „dacă unitățile lor nu vor vota în unanimitate lista BPD-ului, vor fi desființate, iar ei – împrăștiați în toată țara”, a pus la dispoziția ocupanților sovietici arhiva Cabinetului Militar al mareșalului Antonescu, deși înțelegerile cu aceștia nu prevedeau acest lucru.
În perioada 22 martie - 5 iunie 1947, generalul de corp de armată Constantin Vasiliu-Rășcanu a condus Armata a IV-a.
Constantin Vasiliu Rășcanu a fost căsătorit cu o rudă a Anei Pauker, care avea un dosar privitor la speculații ilicite cu devize. A fost avansat la gradul de general de armată la 24 ianuarie 1948 și trecut în rezervă.

## Decorații
A fost decorat cu numeroase ordine și medalii românești și străine, printre care:
- Ordinul „Steaua României” în gradul de Ofițer (9 mai 1941)[5]
- Ordinul „Mihai Viteazul” cu spade, cl. a III-a (22 noiembrie 1944)[3][4]
- Ordinul „Coroana României” cu spade în gradul de Mare Ofițer cu panglica de „Virtute Militară” (12 mai 1945)[6]
- Ordinul „Steaua României” cl. a III-a cu spade[3]
- Ordinul „23 August” clasa a II-a (12 august 1959) „pentru contribuția activă la întărirea regimului democrat-popular”[7][3]
- Ordinul „23 August”, cl. I-a[3]
- Ordinul „Apărarea Patriei”, cl. a III-a, cl. a II-a și cl. I-a[3]
- Ordinul „Tudor Vladimirescu”, cl. I-a[3]
- titlul de Erou al Muncii Socialiste și medalia de aur „Secera și ciocanul” (4 mai 1971) „cu prilejul aniversării a 50 de ani de la constituirea Partidului Comunist Român, [...] pentru contribuția deosebită adusă la întărirea forțelor armate și apărarea orînduirii sociale și de stat”[8][3]